# Mirandola (stad)
Mirandola is een gemeente in de Italiaanse provincie Modena (regio Emilia-Romagna) en telt 22.817 inwoners (31-12-2004). De oppervlakte bedraagt 137,2 km², de bevolkingsdichtheid is 157 inwoners per km².
De volgende frazioni maken deel uit van de gemeente: Quarantoli, S. Martino Spino, Mortizzuolo, San Martin Carano, Gavello, S. Giacomo Roncole, Cividale, Tramuschio.
Bezienswaardigheden zijn het gemeentehuis en het kasteel van Mirandola.

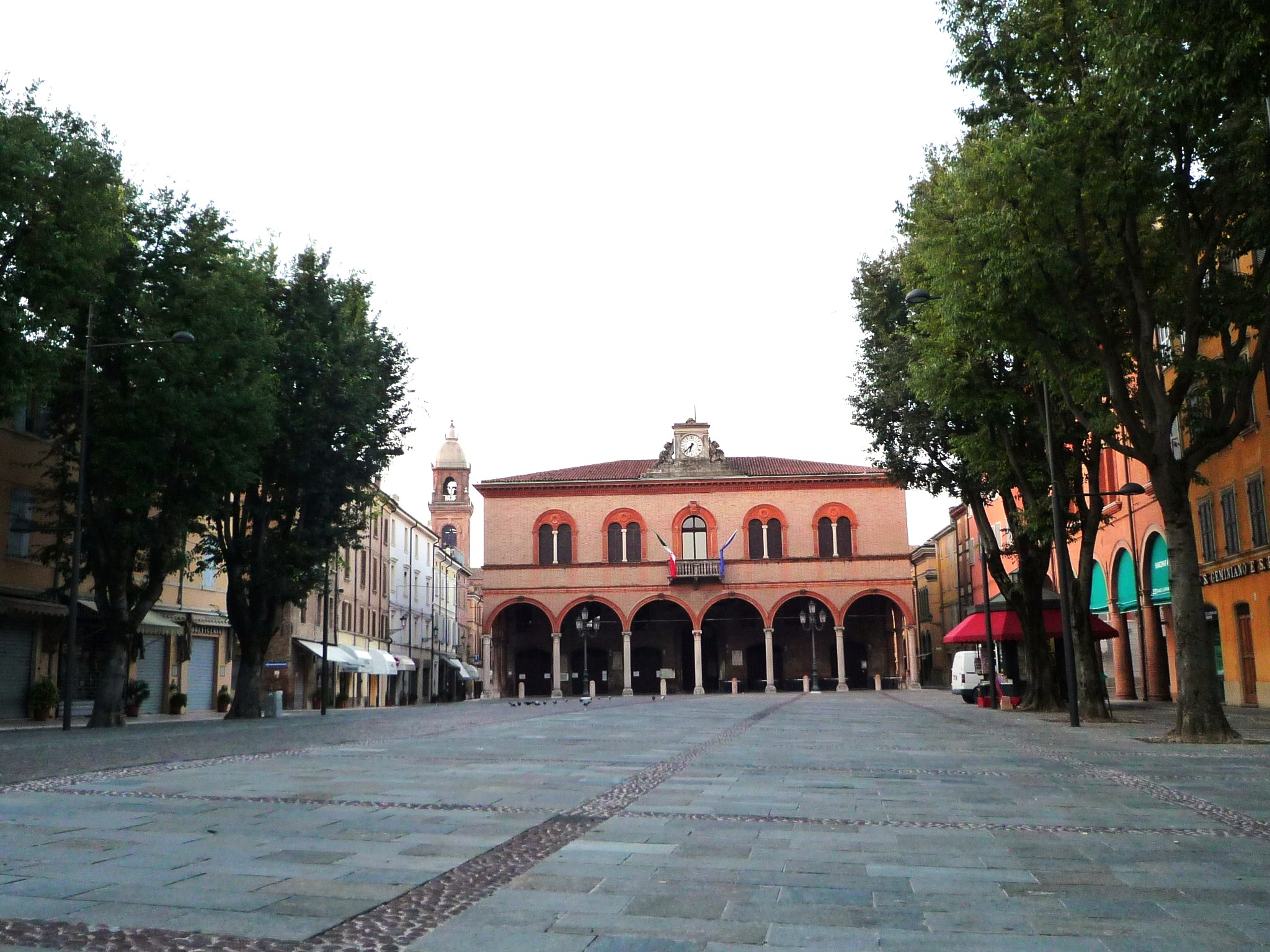
Plein voor het gemeentehuis
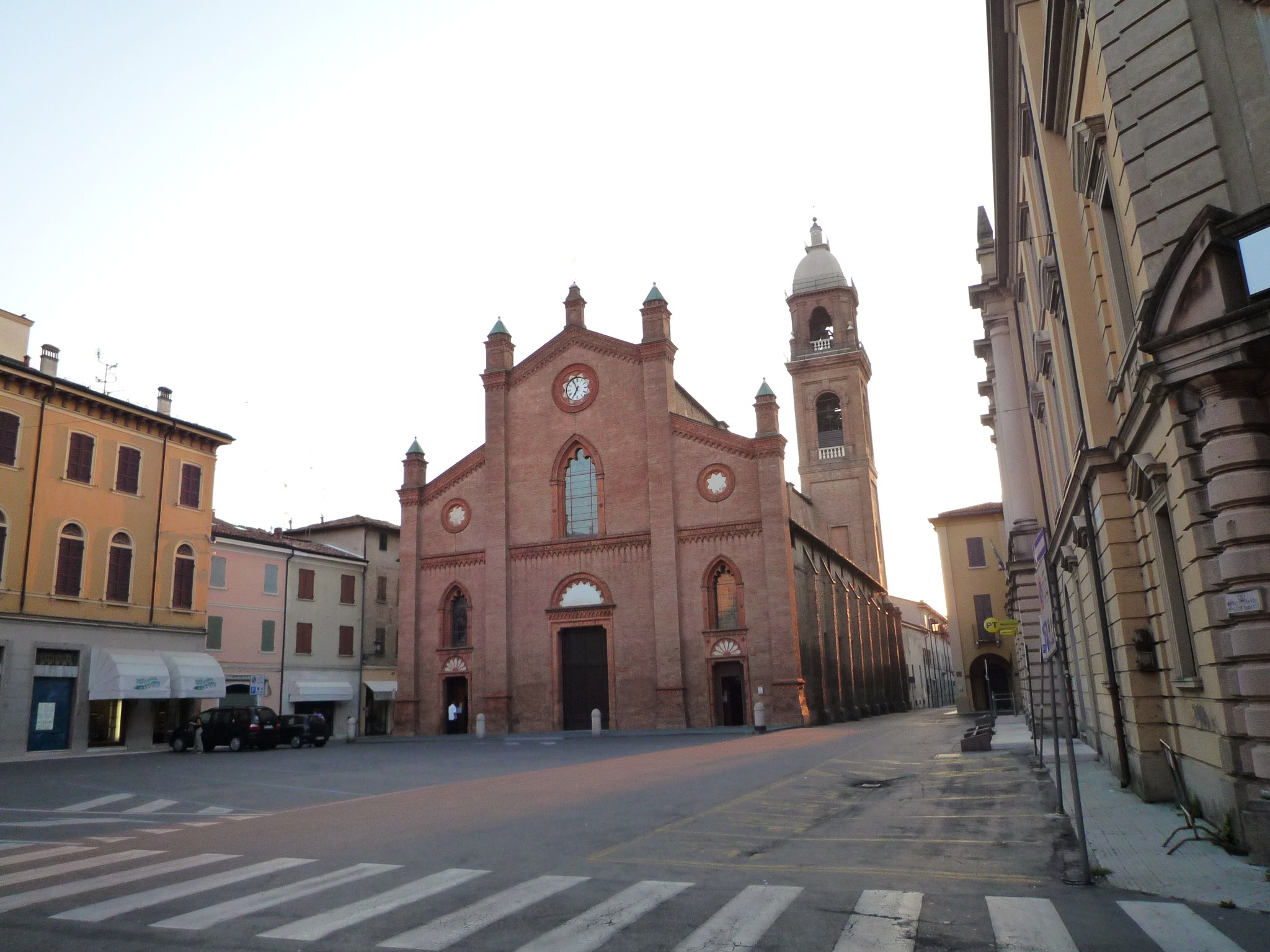
Parochiekerk van Santa Maria Maggiore
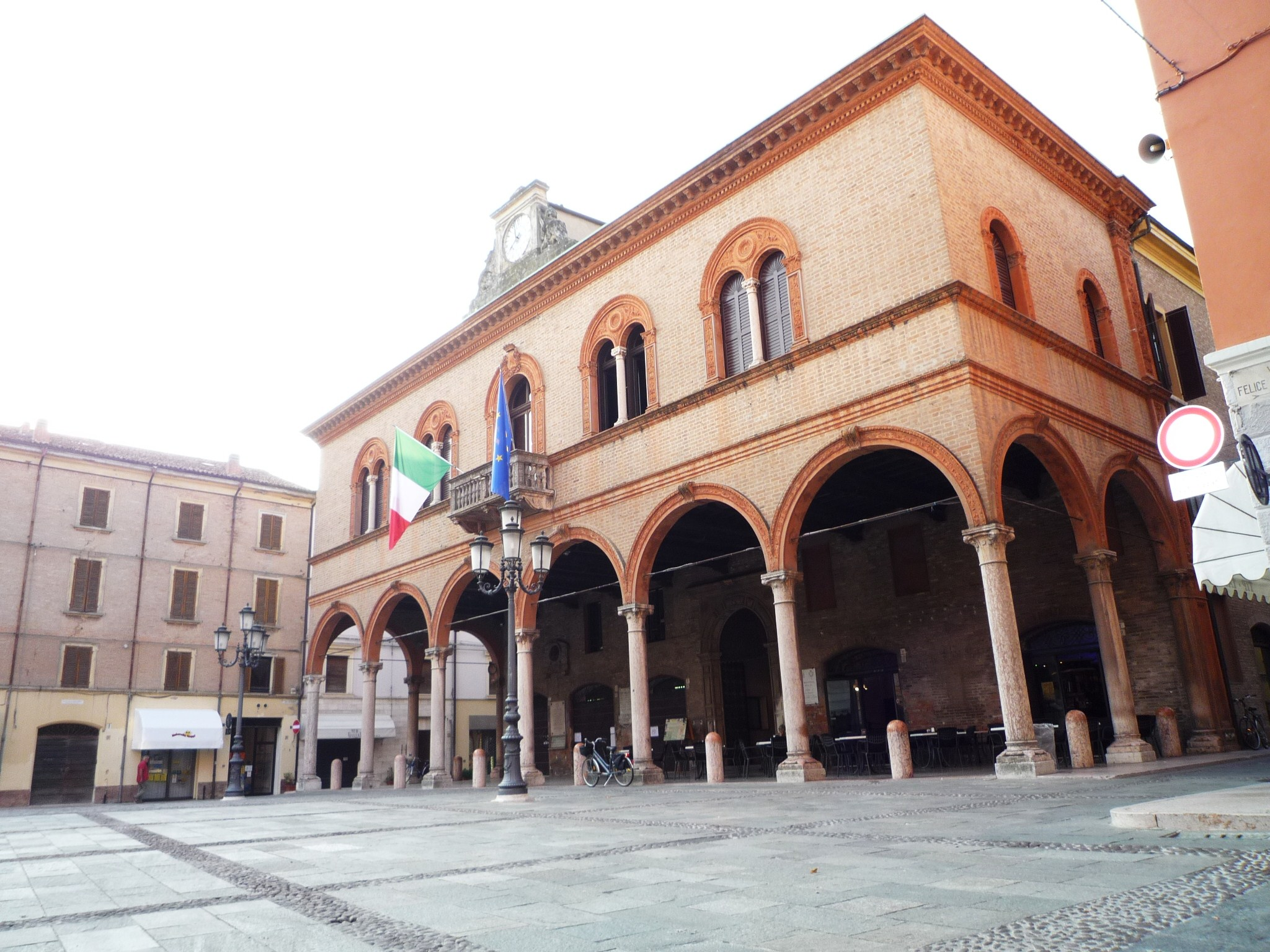
Gemeentehuis
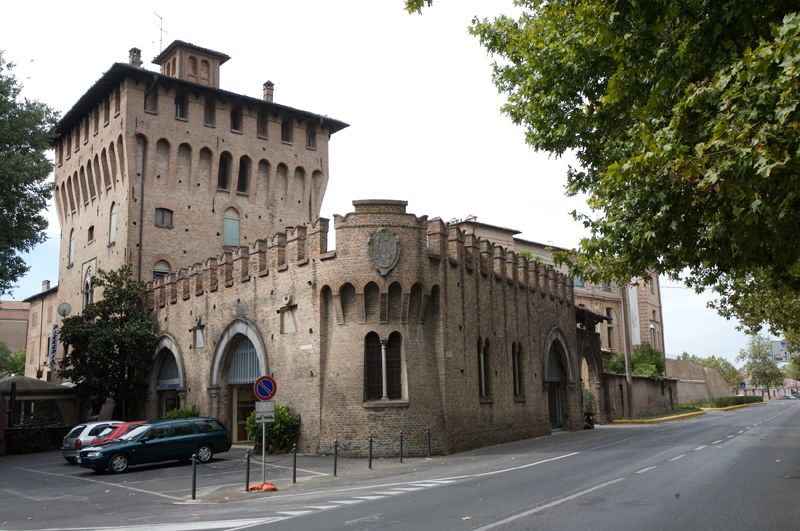
Kasteel van Mirandola

## Demografie
Mirandola telt ongeveer 9211 huishoudens. Het aantal inwoners steeg in de periode 1991-2001 met 2,2% volgens cijfers uit de tienjaarlijkse volkstellingen van ISTAT.
| Jaar | Inwoneraantal |
| ---- | ------------- |
| 1991 | 21.588        |
| 2001 | 22.068        |

## Geografie
De gemeente ligt op ongeveer 18 m boven zeeniveau.
Mirandola grenst aan de volgende gemeenten: Bondeno (FE), Cavezzo, Concordia sulla Secchia, Finale Emilia, Medolla, Poggio Rusco (MN), San Felice sul Panaro, San Giovanni del Dosso (MN), San Possidonio, Sermide (MN).

## Geboren
- Giovanni Pico della Mirandola (1463-1494), humanist, auteur van de "Oratio de hominis dignitate".
- Annibale Maffei (1666-1735), diplomaat en maarschalk voor het koninkrijk Piëdmont-Sardinië, onderkoning van Sicilië
- Nicola Rizzoli (1971), voetbalscheidsrechter
- Giovanni Aleotti (1999), wielrenner